# Вівсянка-снігурець велика
Вівся́нка-снігуре́ць велика (Melopyrrha violacea) — вид горобцеподібних птахів родини саякових (Thraupidae). Мешкає на Карибах.

## Підвиди
Виділяють п'ять підвидів:

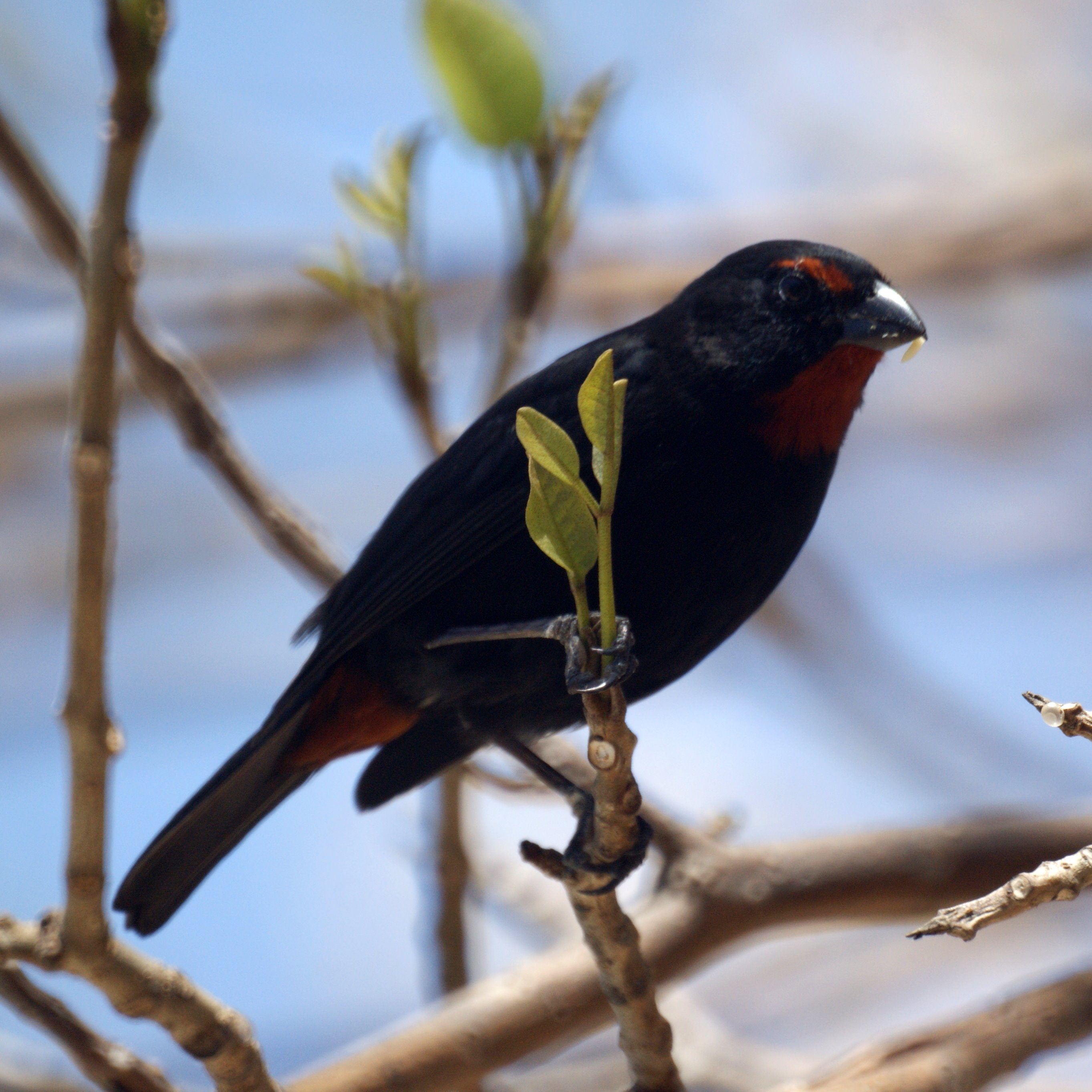
Велика вісянка-снігурець

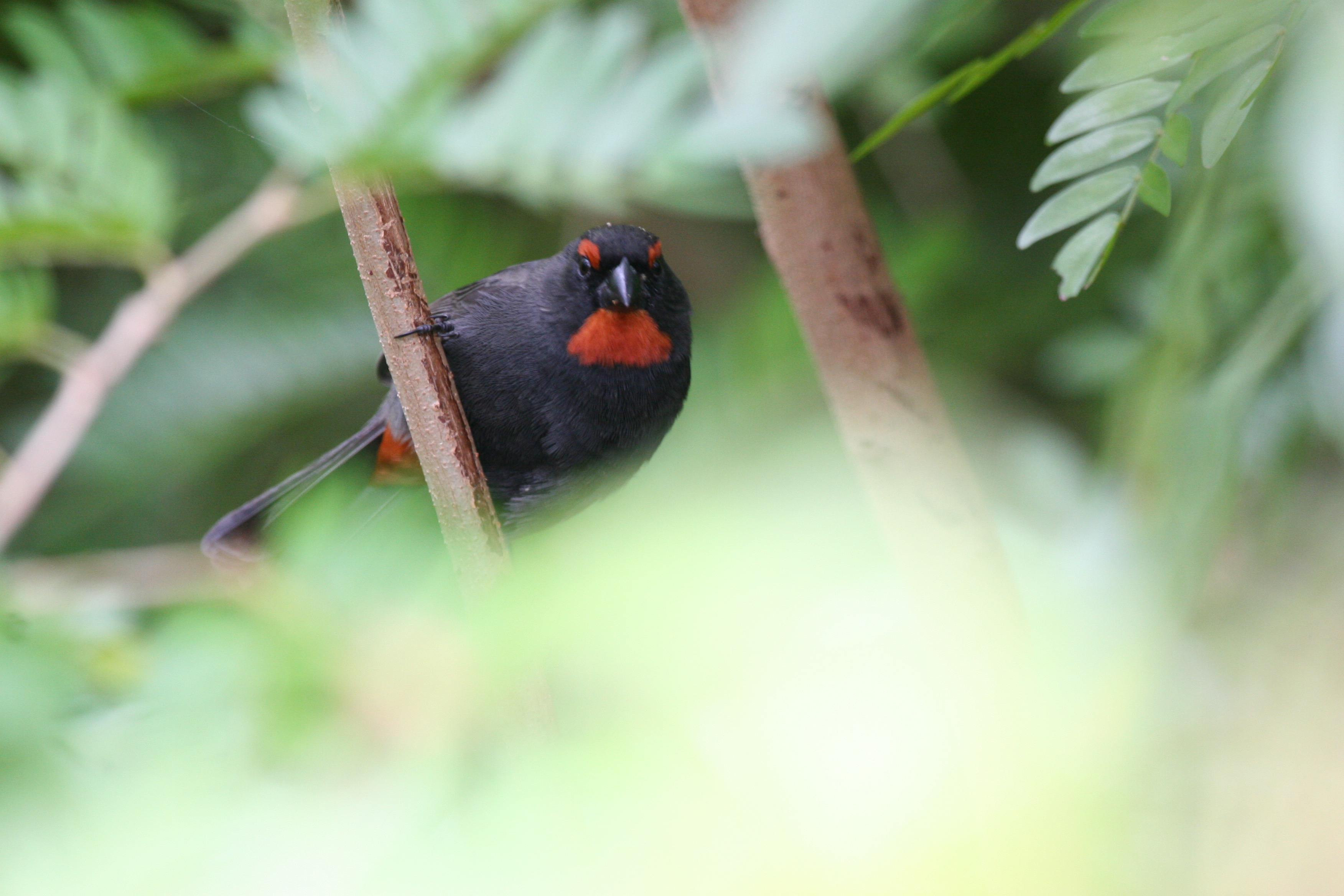
Велика вісянка-снігурець

- M. v. violacea (Linnaeus, 1758) — північні і центральні Багами;
- M. v. ofella (Buden, 1986) — центральні і східні острови Теркс і Кайкос (південні Багами);
- M. v. maurella (Wetmore, 1929) — острови Тортуга, Гонав і Саона[en];
- M. v. affinis (Ridgway, 1898) — Гаїті і острів Каталіна;
- M. v. ruficollis (Gmelin, JF, 1789) — Ямайка.

## Поширення і екологія
Великі вівсянки-снігурці мешкають у Домініканській Республіці, на Гаїті, Ямайці, Багамських островах та на островах Теркс і Кайкос. Вони живуть у вологих і сухих тропічних лісах і чагарникових заростях та в садах. Зустрічаються на висоті до 2000 м над рівнем моря.